# Danh sách phim TVB năm 1994
Đây là danh sách phim truyền hình do TVB phát hành hoặc phát sóng năm 1994.

## Dòng phim thứ nhất
| Công chiếu                     | Tên                   | Tên tiếng Anh                   | Số tập | Diễn viên                                                                          | Thể loại | Ghi chú | Website |
| ------------------------------ | --------------------- | ------------------------------- | ------ | ---------------------------------------------------------------------------------- | -------- | ------- | ------- |
| 17/01uary– 28/01               | Giai nhân kỳ án       | Glittering Moments              | 10     | Đào Đại Vũ, Quách Khả Doanh, Mạc Khả Hân, Trần Diệu Anh, Lâm Bảo Di, Tô Vĩnh Khang | Hiện đại |         |         |
| 31/01uary– 25/02               | Một đời hào hoa       | Trespassing                     | 20     | Liệu Vỹ Hùng, Tanny Tien                                                           | Hiện đại |         |         |
| 28/02ruary– 8/04               | Loại hình pháp thứ ba | Conscience                      | 30     | Ôn Triệu Luân, Thiệu Mỹ Kỳ, Quách Ái Minh, Ng Wai Kwok, Trần Thục Lan              | Hiện đại |         |         |
| 11/04il– 6/05                  | Vận mệnh Thanh triều  | Fate of the Last Empire         | 20     | Trần Tùng Linh, Vivien Leung, Timmy Ho, Jimmy Wong Shu-kei                         | Cổ trang |         |         |
| 1/08ust– 16/09                 | Anh hùng xạ điêu      | The Legend of the Condor Heroes | 35     | Trương Trí Lâm, Chu Nhân, La Gia Lương, Lưu Đan, Lạc Ứng Quân, Lê Diệu Tường       | Cổ trang |         |         |
| 19/09tember– 14/10             | Thời đại phụ tử mới   | Love Cycle                      | 20     | Mạc Thiếu Thông, Huỳnh Nhật Hoa, Vivien Leung, Cheung Kwok Keung                   | Hiện đại |         |         |
| 10/10ober– 11/11               | Số phận kẻ siêu phàm  | Fate of the Clairvoyant         | 20     | Trần Tú Văn, Khương Đại Vệ, Chu Gia Linh, Đặng Tụy Văn, Trần Khải Thái             | Hiện đại |         |         |
| 14/11ember– 9/12               | Thiên tử đồ long      | The Ching Emperor               | 20     | Trương Trí Lâm, Vivien Leung, Lâm Gia Hoa                                          | Cổ trang |         |         |
| 12/12ember 1994- 6/01uary 1995 | Kẻ giàu có bần tiện   | Filthy Rich                     | 20     | Liệu Vỹ Hùng, Đặng Tụy Văn, Lương Gia Nhân, Lau Siu Ming, Ngụy Tuấn Kiệt           | Hiện đại |         |         |

## Dòng phim thứ hai
| Công chiếu             | Tên                            | Tên tiếng Anh              | Số tập | Diễn viên                                                                                            | Thể loại            | Ghi chú | Website                                                              |
| ---------------------- | ------------------------------ | -------------------------- | ------ | --- | ------------------- | ------- | -------------------------------------------------------------------- |
| 9/05– 3/06e            | Phong hoa tuyết nguyệt         | Crime and Passion          | 20     | Đào Đại Vũ, Lâm Gia Hoa, Cheung Kwok Keung                                                           | Hiện đại            |         |                                                                      |
| 6/06e– 1/07y           | Sự thật vô hình                | The Intangible Truth       | 20     | Quách Tấn An, Đặng Tụy Văn, Alex Fong Chung Sun, Quan Vịnh Hà                                        | Hiện đại            |         |                                                                      |
| 4/07y– 29/07y          | Knot to Treasure               | Knot to Treasure           | 20     | Trịnh Y Kiện, Trần Diệu Anh, Trần Tùng Linh, Cổ Thiên Lạc                                            | Hiện đại            |         |                                                                      |
| 1/08ust– 26/08ust      | Nhất đại tôn sư Hoàng Phi Hùng | The Master of Martial Arts | 20     | Lương Gia Nhân, Lý Khắc Cần, Tuyên Huyên, Lương Vinh Trung, Gigi Fu                                  | Cổ trang, Kiếm hiệp |         |                                                                      |
| 29/08ust– 23/09tember  | Lửa tình rực cháy              | Heartstrings               | 20     | Quách Phú Thành, Lê Tư, Fennie Yuen, Trịnh Hạo Nam                                                   | Hiện đại            |         |                                                                      |
| 26/09tember– 21/10ober | Mối hận Kim Bình               | Gentle Reflections         | 20     | Ôn Bích Hà, Quách Khả Doanh, Savio Tsang, Đơn Lập Văn                                                | Cổ trang            |         |                                                                      |
| 24/10ober– 18/11ember  | Xin chào thầy                  | Class of Distinction       | 32     | Lê Minh, Cổ Thiên Lạc, Tuyên Huyên, Lôi Vũ Dương, Hoàng Triêm                                        | Hiện đại            |         |                                                                      |
| 11/09tember- 13/10ober | Bản năng                       | Instinct                   | 40     | Trịnh Thiếu Thu, Trịnh Y Kiện, Quách Tấn An, Trần Tùng Linh, Cổ Cự Cơ, Quách Ái Minh, Hứa Thiệu Hùng | Hiện đại            |         | Official website Lưu trữ ngày 9 tháng 5 năm 2012 tại Wayback Machine |

## Dòng phim thứ ba
| Công chiếu                 | Tên                   | Tên tiếng Anh         | Số tập | Diễn viên                                                          | Thể loại           | Ghi chú | Website |
| -------------------------- | --------------------- | --------------------- | ------ | ------------------------------------------------------------------ | ------------------ | ------- | ------- |
| 10/05/1993- 7/10ober 1994  | Mind Our Own Business | Mind Our Own Business |        | Liu Kai Ji, Mễ Tuyết, Ngụy Tuấn Kiệt, Quan Vịnh Hà                 | Hiện đại, Hài kịch |         |         |
| 10/10ober 1994- 12/05/1995 | Hạnh phúc đâu tự có   | Happy Harmony         | 156    | Angelina Lo, Hoàng Kỳ Oánh, Cổ Thiên Lạc, Tuyên Huyên, Johnny Tang | Hiện đại, Hài kịch |         |         |

## Phim khác
| Công chiếu | Tên                             | Tên tiếng Anh                 | Số tập | Diễn viên                                                                            | Thể loại | Ghi chú | Website                                                               |
| ---------- | ------------------------------- | ----------------------------- | ------ | ------------------------------------------------------------------------------------ | -------- | ------- | --------------------------------------------------------------------- |
| 3/01       | Hiệp nữ du long                 | The Last Conquest             | 20     | La Gia Lương, Lý Lệ Trân                                                             | Cổ trang |         |                                                                       |
| 7/02       | Kim Mao Sư Vương                | The Legend of the Golden Lion | 20     | Ng Wai Kwok                                                                          | Cổ trang |         |                                                                       |
| 7/02       | Cô tình kiếm khách              | The Lone Star Swordsman       | 15     | Trịnh Y Kiện, Vivien Leung, Ngụy Tuấn Kiệt                                           | Cổ trang |         |                                                                       |
| 16/03      | Nam Đế Bắc Cái                  | The Condor Heroes Return      | 20     | Trịnh Y Kiện, Ngụy Tuấn Kiệt                                                         | Cổ trang |         |                                                                       |
| 7/02       | Mối tình Thượng Hải             | Remembrance                   | 20     | Trương Trí Lâm, Quách Khả Doanh                                                      | Lịch sử  |         |                                                                       |
| 5/07       | Tình yêu là mù quáng            | Love is Blind                 | 20     | Liệu Vỹ Hùng, Châu Hải My, Mai Tiểu Huệ                                              | Hiện đại |         |                                                                       |
| 19/07      | Người yêu muôn thuở             | Eternity                      | 20     | Vương Phi, Alex Fong Chung Sun, Lâm Bảo Di, Tuyên Huyên                              | Hiện đại |         |                                                                       |
| 16/08      | Dị giới hùng tình               | Shade of Darkness             | 20     | Lưu Tích Minh, Lau Siu Ming, Eddie Ng, Fiona Leung, Quách Khả Doanh, Thái Thiếu Phân | Hiện đại |         |                                                                       |
| 13/09      | Mystery of the Sabr             | Mystery of the Sabre          | 22     | Chin Siu Hoe, Jimmy Au, Yeung Ling                                                   | Hiện đại |         |                                                                       |
| 10/10      | Hồ sơ công lý 3                 | File of Justice III           | 20     | Âu Dương Chấn Hoa, Đào Đại Vũ, Tô Vĩnh Khang, Lâm Bảo Di, Trần Tú Văn                | Hiện đại |         | Official website Lưu trữ ngày 17 tháng 9 năm 2008 tại Wayback Machine |
| 23/10      | Phương Thế Ngọc và vua Càn Long | The Emperor and I             | 20     | Trương Triệu Huy, Ngụy Tuấn Kiệt, Maggie Chan                                        | Cổ trang |         |                                                                       |